# Hans Sanders
Hans Sanders ('s-Hertogenbosch, 18 juni 1946 – Eindhoven, 3 november 2007) was een Nederlandse vormingswerker, die bekend werd als zanger en gitarist van de Nederlandstalige groep Bots.

## Levensloop

### Muzikaal gezin
Sanders groeide op in een muzikaal gezin. Hij kreeg pianoles en leerde zichzelf gitaar spelen.
Zijn moeder zong in het zangkoor van de Vereniging van Nederlandse Huisvrouwen, zijn vader Huug Sanders was geschoold violist en pianist. Zijn broer Hugo speelde viool, zijn zussen Carla en Agnes piano. Hans leerde van de Britse formatie The Shadows (ESF 1975) hoe hij solo moest spelen.

### Tienerjaren
Zijn eerste optreden had hij voor een Mierlose carnavalsvereniging, waar hij voor vier avonden werd gecontracteerd. Het zou bij één avond blijven, want het publiek was niet bepaald weg van zijn half ingestudeerde repertoire. Hij verdiende met deze optredens veertig gulden.
In februari 1965 kwam de 18-jarige Hans via een vriendin in contact met Peter Koelewijn. Koelewijn zocht een vervanger voor pianist Harry van Hoof, iemand die zowel piano als gitaar kon spelen. Sanders werd daarop een van de Rockets en trad gemiddeld twee keer per week op. Later kwam ook Jeroen Ophoff bij de groep, die toen tijdelijk verderging onder de naam 4PK, voornamelijk vanwege de buitenlandse afzetmarkt. De singles die de groep maakte, flopten echter allemaal, vandaar dat het tegenwoordig collector's items zijn waar veel geld voor neergeteld wordt.
Later werd Sanders lid van Dirty Underwear, dat hij na een conflict met Bertus Borgers verliet.

### Fanfare
Samen met Sjors van de Molengraft begon Hans Sanders in het begin van de jaren 70 van de twintigste eeuw de Zuid-Nederlandse Fanfare, kortweg Fanfare. De Fanfare speelde symfonische rock. De band speelde vooral in het alternatieve clubcircuit. Hierin speelde de eveneens uit Eindhoven afkomstige Willem van Kruijsdijk, die later Slagerij van Kampen zou oprichten.

### Bots
Sanders studeerde aan de Sociale Academie te Eindhoven en richtte via toneelwerkgroep proloog samen met Bonki Bongaerts in 1974 de maatschappijkritische band bots als afstudeerproject verdere medeoprichters ' het was tenslotte een muziekcollectief ' waren Sjors van de Molengraft, Peter de Vries en Floris Teunissen van Manen. Als gezichtsbepalend zanger van bots verwierf hij met name bekendheid door de hit Zeven dagen lang uit 1976. De groep werd ook in Duitsland populair.
De band introduceerde het Nederlands als zingtaal voor Nederlandse popgroepen. Bots was met zijn maatschappijkritische teksten de stem van de werkende jongeren en de schrik van de werkgevers.
Dertig jaar later stond Bots weer op de planken. Na een lange adempauze begon Sanders in 2003 met het schrijven aan een nieuw bots-album. In januari 2005 kwam alvast de nieuwe single uit: een remake van het liedje "Je voelt pas nattigheid als je droog komt te staan". Bots was nog steeds een veelgevraagde formatie. In binnen- en buitenland deed het in een vernieuwde formatie spelende bots regelmatig popfestivals aan.
Sanders, die een café had, kreeg in mei 2007 te horen dat hij ongeneeslijk ziek was. Een paar maanden later overleed hij. Hans Sanders is 61 jaar oud geworden.
- MusicBrainz: a4a50fbe-e630-4689-95e8-55b39e5c2943
- Nederlandse Thesaurus van Auteursnamen: 315794224
- Virtual International Authority File: 290647181